# Marián Řízek
Marián Řízek (* 22. června 1966) je bývalý český fotbalista, obránce.

## Fotbalová kariéra
V české liza hrál za FK Teplice. Nastoupil v 70 ligových utkáních a dal 11 gólů. V evropských pohárech nastoupil ve 3 utkáních a dal 1 gól. V nižších soutěžích hrál i za SK Roudnice nad Labem a FK GGS Arma Ústí nad Labem.

## Ligová bilance
| Ročník                          | Zápasy | Góly | Klub                       |
| ------------------------------- | ------ | ---- | -------------------------- |
| Česká fotbalová liga 1993/94    | -      | 10   | SK Roudnice nad Labem      |
| Česká fotbalová liga 1994/95    | -      | 9    | SK Roudnice nad Labem      |
| 2. česká fotbalová liga 1994/95 | -      | 7    | FK GGS Arma Ústí nad Labem |
| 2. česká fotbalová liga 1995/96 | 27     | 9    | FK GGS Arma Ústí nad Labem |
| 1. česká fotbalová liga 1996/97 | 6      | 0    | FK Teplice                 |
| Gambrinus liga 1997/98          | 23     | 6    | FK Teplice                 |
| Gambrinus liga 1998/99          | 27     | 4    | FK Teplice                 |
| Gambrinus liga 1999/00          | 14     | 1    | FK Teplice                 |
| CELKEM 1. liga                  | 70     | 11   |                            |

## Trenérská kariéra
Po skončení aktivní kariéry trénoval Teplice B, Roudnici nad Labem, TJ Krupka/Fk Krupka, mládež v Chuderově a nyní žáky v Fk Varnsdorf.